# Israel Football League 2021-2022
La Israel Football League 2021-2022 (porta questa numerazione pur svolgendosi interamente nel 2022) è la 15ª edizione del campionato di football americano di primo livello, organizzato da AFI. 

## Squadre partecipanti
| Club                       | Città          | Stadio | Sponsor ufficiale    | Risultato nella stagione 2021 |
| -------------------------- | -------------- | ------ | -------------------- | ----------------------------- |
| Beit Shemesh Rebels        | Bet Shemesh    |        |                      |                               |
| Carmel Dogs                | Haifa          |        | Nemo’s               |                               |
| Jerusalem Lions            | Gerusalemme    |        | Big Blue             |                               |
| Mazkeret Batya Silverbacks | Mazkeret Batya |        | Rose Valley Crossfit |                               |
| Petah Tikva Troopers       | Petah Tiqwa    |        | Mike’s Place         |                               |
| Ramat HaSharon Hammers     | Ramat HaSharon |        |                      |                               |
| Tel Aviv Pioneers          | Tel Aviv       |        |                      |                               |

## Stagione regolare

### Calendario

#### 1ª giornata
| Tel Aviv 3 febbraio 2022, ore 21:30 | Tel Aviv Pioneers | 12 – 14 | Jerusalem Lions |  |

| Netanya 4 febbraio 2022, ore 10:00 | Carmel Dogs | 29 – 50 | Ramat HaSharon Hammers | Istituto Wingate |

| Bet Shemesh 5 febbraio 2022, ore 20:00 | Beit Shemesh Rebels | 46 – 12 | Mazkeret Batya Silverbacks |  |

#### 2ª giornata
| Petah Tiqwa 10 febbraio 2022, ore 21:00 | Petah Tikva Troopers | 14 – 50 | Carmel Dogs | Stadio HaMoshava |

| Ramat HaSharon 11 febbraio 2022, ore 9:00 | Ramat HaSharon Hammers | 58 – 14 (8-0 22-0 14-8 14-6) | Jerusalem Lions |  |

| Bet Shemesh 12 febbraio 2022, ore 20:00 | Beit Shemesh Rebels | 52 – 56 | Tel Aviv Pioneers |  |

#### 3ª giornata
| Gerusalemme 17 febbraio 2022, ore 19:30 | Jerusalem Lions | 73 – 0 | Petah Tikva Troopers | Kraft Sports Campus |

| Ramat HaSharon 18 febbraio 2022, ore 9:00 | Ramat HaSharon Hammers | 50 – 6 | Mazkeret Batya Silverbacks |  |

#### 4ª giornata
| Gerusalemme 24 febbraio 2022, ore 20:00 | Tel Aviv Pioneers | 32 – 48 | Carmel Dogs | Kraft Sports Campus |

| Bet Shemesh 26 febbraio 2022, ore 20:30 | Beit Shemesh Rebels | 56 – 0 | Petah Tikva Troopers |  |

#### 5ª giornata
| Gerusalemme 3 marzo 2022, ore 19:30 | Jerusalem Lions | 20 – 51 | Ramat HaSharon Hammers | Kraft Sports Campus |

| Mazkeret Batya 4 marzo 2022, ore 9:00 | Mazkeret Batya Silverbacks | 0 – 1 (a tavolino) | Tel Aviv Pioneers |  |

| Netanya 4 marzo 2022, ore 10:00 | Carmel Dogs | 23 – 36 | Beit Shemesh Rebels | Istituto Wingate |

#### 6ª giornata
| Mazkeret Batya 11 marzo 2022, ore 9:00 | Mazkeret Batya Silverbacks | 0 – 18 | Beit Shemesh Rebels |  |

#### 7ª giornata
| Petah Tiqwa 18 marzo 2022, ore 9:00 | Petah Tikva Troopers | 0 – 69 | Ramat HaSharon Hammers | Stadio HaMoshava |

#### 8ª giornata
| Ramat HaSharon 25 marzo 2022, ore 9:00 | Ramat HaSharon Hammers | 55 – 14 | Beit Shemesh Rebels |  |

| Netanya 25 marzo 2022, ore 10:00 | Carmel Dogs | 53 – 21 | Mazkeret Batya Silverbacks | Istituto Wingate |

| Petah Tiqwa 25 marzo 2022 | Petah Tikva Troopers | 0 – 28 | Tel Aviv Pioneers | Stadio HaMoshava |

#### 9ª giornata
| Bet Shemesh 31 marzo 2022, ore 20:15 | Beit Shemesh Rebels | 14 – 31 | Carmel Dogs |  |

| Petah Tiqwa 31 marzo 2022, ore 21:00 | Petah Tikva Troopers | 14 – 28 | Tel Aviv Pioneers | Stadio HaMoshava |

| Gerusalemme 1º aprile 2022, ore 10:00 | Jerusalem Lions | - – - (annullata) | Mazkeret Batya Silverbacks | Kraft Sports Campus |

#### 10ª giornata
| Gerusalemme 7 aprile 2022, ore 20:00 | Jerusalem Lions | 32 – 42 | Beit Shemesh Rebels | Kraft Sports Campus |

| Tel Aviv 7 aprile 2022, ore 21:30 | Tel Aviv Pioneers | 30 – 44 | Ramat HaSharon Hammers |  |

| Mazkeret Batya 8 aprile 2022, ore 9:00 | Mazkeret Batya Silverbacks | 41 – 6 | Petah Tikva Troopers |  |

#### 11ª giornata
| Netanya 13 aprile 2022 | Carmel Dogs | 0 – 1 (a tavolino) | Jerusalem Lions | Istituto Wingate |

#### 12ª giornata
| Gerusalemme 28 aprile 2022, ore 20:00 | Beit Shemesh Rebels | 44 – 60 | Tel Aviv Pioneers | Kraft Sports Campus |

| Petah Tiqwa 28 aprile 2022, ore 21:00 | Petah Tikva Troopers | 0 – 62 | Jerusalem Lions | Stadio HaMoshava |

| Mazkeret Batya 29 aprile 2022, ore 9:00 | Mazkeret Batya Silverbacks | 6 – 47 | Carmel Dogs |  |

#### 13ª giornata
| Mazkeret Batya 6 maggio 2022, ore 9:00 | Mazkeret Batya Silverbacks | 0 – 44 | Ramat HaSharon Hammers |  |

| Netanya 6 maggio 2022, ore 10:00 | Carmel Dogs | 21 – 6 | Tel Aviv Pioneers | Istituto Wingate |

#### 14ª giornata
| Gerusalemme 12 maggio 2022, ore 19:30 | Jerusalem Lions | 14 – 38 | Tel Aviv Pioneers | Kraft Sports Campus |

| Ramat HaSharon 13 maggio 2022, ore 9:00 | Ramat HaSharon Hammers | 50 – 0 | Petah Tikva Troopers |  |

#### 15ª giornata
| Gerusalemme 19 maggio 2022, ore 19:30 | Jerusalem Lions | 18 – 26 | Beit Shemesh Rebels | Kraft Sports Campus |

| Petah Tiqwa 19 maggio 2022, ore 21:00 | Petah Tikva Troopers | 0 – 42 | Mazkeret Batya Silverbacks | Stadio HaMoshava |

| Ramat HaSharon 20 maggio 2022, ore 9:00 | Ramat HaSharon Hammers | 38 – 22 | Carmel Dogs |  |

### Classifica
La classifica della regular season è la seguente:
- PCT = percentuale di vittorie, G = partite giocate, V = partite vinte, P = partite perse, PF = punti fatti, PS = punti subiti

| Pos. | Squadra                    | PCT   | G  | V  | N | P  | PF  | PS  |
| ---- | -------------------------- | ----- | -- | -- | - | -- | --- | --- |
| 1    | Ramat HaSharon Hammers     | 1.000 | 10 | 10 | 0 | 0  | 509 | 135 |
| 2    | Carmel Dogs                | .600  | 10 | 6  | 0 | 4  | 324 | 218 |
| 3    | Tel Aviv Pioneers          | .600  | 10 | 6  | 0 | 4  | 291 | 251 |
| 4    | Beit Shemesh Rebels        | .600  | 10 | 6  | 0 | 4  | 348 | 287 |
| 5    | Jerusalem Lions            | .444  | 9  | 4  | 0 | 5  | 248 | 227 |
| 6    | Mazkeret Batya Silverbacks | .222  | 9  | 2  | 0 | 7  | 128 | 265 |
| 7    | Petah Tikva Troopers       | .000  | 10 | 0  | 0 | 10 | 34  | 499 |

## Playoff

### Tabellone
|  | Semifinali | Semifinali             | Semifinali |                   |    | XV Israel Bowl         | XV Israel Bowl | XV Israel Bowl |  |
|  |            |                        |            |                   |    |                        |                |                |  |
|  | 1          | Ramat HaSharon Hammers | 44         |                   |    |                        |                |                |  |
|  | 1          | Ramat HaSharon Hammers | 44         |                   |    |                        |                |                |  |
|  | 4          | Beit Shemesh Rebels    | 40         |                   |    |                        |                |                |  |
|  | 4          | Beit Shemesh Rebels    | 40         |                   | 1  | Ramat HaSharon Hammers | 18             |                |  |
|  |            |                        |            |                   | 1  | Ramat HaSharon Hammers | 18             |                |  |
|  |            |                        | 3          | Tel Aviv Pioneers | 14 |                        |                |                |  |
|  | 2          | Carmel Dogs            | 3          | Tel Aviv Pioneers | 14 | 14                     |                |                |  |
|  | 2          | Carmel Dogs            |            |                   |    |                        |                |                |  |
|  | 3          | Tel Aviv Pioneers      | 31         |                   |    |                        |                |                |  |

### Semifinali
| 9 giugno 2022 | Ramat HaSharon Hammers | 44 – 40 | Beit Shemesh Rebels |  |

| 10 giugno 2022 | Carmel Dogs | 14 – 31 | Tel Aviv Pioneers |  |

### XV Israel Bowl
| Gerusalemme 23 giugno 2022, ore 18:15 | Ramat HaSharon Hammers | 18 – 14 | Tel Aviv Pioneers | Kraft Sports Campus |

## Verdetti
- Ramat HaSharon Hammers Campioni di Israele 2021-2022 (1º titolo)